# رحلة البحث عن أبو العربي (فلم قصير)
رحلة البحث عن أبو العربي (بالإنجليزية: A Journey In Search of Abo El-Araby) فيلم قصير للمخرج الشاب أكرم البزاوي لعام 2017. مدة عرض الفيلم 12 دقيقة، كتب أكرم البزاوي السيناريو، واستغرق التصوير 10 أيام في بورسعيد بثلاث هواتف محمولة، وبميزانية لم تتخطى 400 جنيه مصري استطاع أكرم محمود البزاوى أن يكون أفضل مخرج لمشروع تخرجه من كلية الإعلام. يحكى الفيلم عن أحد أهم الشخصيات الأسطورية أو الحقيقيه الخارقة في تاريخ مصر وبالأخص محافظة بورسعيد التي ولدت فيها هذه الشخصية وشهدت جميع إنجازاته وبطولاته التي تتنوع ما بين بطولات وطنية وكوميديه على حسب سرد شخصيات الفيلم.

## من هو أكرم البزاوي
ممثل ومخرج مصري، وهو نجل الفنان محمود البزاوى وحفيد الكاتب الراحل محمود السعدني شارك في العديد من الأعمال كمساعد مخرج ولامس العالمية أيضاً من خلال العمل كمساعد مخرج للمخرج العالمي ريدلي سكوت في فيلم «خروج: الآلهة والملوك Exodus: Gods and Kings».

## قصة وفكرة الفيلم
قال أكرم البزاوى، لصحيفة "اليوم السابع"، "جاءت فكرة فيلمي نتيجة تفكيري بإيجاد بطل مصري خارق كأبطال الأفلام الكرتونية التي اعتدت على مشاهدتها منذ صغري لأني من عشاق الكرتون، وأفلام الأبطال الخارقين، وشراء لعبهم وملابسهم، وعندما كبرت بدأت البحث عن الأمر واكتشفت أن أحدث أسطورة مصرية هي أسطورة السيد أبو العربى، فقررت إنه يكون مشروع تخرجى. قدم أبو العربى من وجهة نظر شعبه البورسعيدى فتعرف على تاريخ الشخصية على لسان شعبها بدون سخرية، وحينها وجد شبه إجماع من المدينة على أنه بطل حقيقى، وفي الفيلم يقول أحد المتحدثين "لا يوجد بيت في بورسعيد لا يوجد فيه السيد" وهو ما يعنى أن بورسعيد مدينة أبطال خارقين، ويؤكد آخر أن أبوالعربى كان يجيد سبع لغات منها السريلانكية، وثالث يشير إلى أنه كان شخص "شيك" وهو من أدخل الجينز مصر.

## الفيلم حول العالم
شارك الفيلم في المهرجان القومي للسينما المصرية في دورته الثالثة والعشرون  وحصد ست جوائز، وأيضاً أشترك في 30 مهرجان دولي، وحصد العديد من الجوائز وهي جائزة «هيباتيا الذهبية» لأفضل فيلم وثائقي في مهرجان الإسكندرية للفيلم القصير، وجائزة لجنة التحكيم بمهرجان روشيستر في أمريكا، وجائزة لجنة التحكيم في مهرجان مسقط، والجائزة الذهبية أفضل فيلم وثائقي بمهرجان لبنان للسينما والتليفزيون، وجائزة أفضل فيلم تسجيلي في مهرجان فير فيلم بدولة كوسوفو، كما أشترك في مهرجان «لندن» للأفلام الوثائقية، وعرض الفيلم في المسابقة الرسمية للطلبة بمهرجان الشارقة السينمائي للطفل في الإمارات.
تم بث الفيلم على منصة «مصنع الفيلم العربي القصير» عبر صفحتها على موقع التواصل الإجتماعي «فيسبوك»، وذلك ضمن أسبوع الفيلم القصير تحت رعاية مؤسس المنصة المخرج الشاب أحمد نادر.

## وصلات خارجية
http://www.nff.org.eg/?q=node/1260 رحلة البحث عن أبو العربي (فيلم قصير)
https://www.filfan.com/news/84182 رحلة البحث عن أبو العربي (فيلم قصير)
https://www.almasryalyoum.com/news/details/1320420 رحلة البحث عن أبو العربي (فيلم قصير)
https://www.youtube.com/watch?v=-L3H9BG6mWo رحلة البحث عن أبو العربي (فيلم قصير)
https://www.youtube.com/watch?v=BEhVDXFnvQM رحلة البحث عن أبو العربي (فيلم قصير)
https://www.youtube.com/watch?v=_k-s5G3Hjhk رحلة البحث عن أبو العربي (فيلم قصير)